# هوس التقنية
هوس التقنية، هي عبارة عن برنامج تدوين صوتي ويقدمه مضيفين إلى أربعة مضيفين يوجهون تركيزهم على أخبار التقنية والتكنولوجيا في هذا الأسبوع. ومع أن برنامج هوس التقنية في الأصل عبارة عن برنامج استدعاء للتقنية الإذاعية، تم بثه لأول مرة في عام 1998 على KUSP، إلا أن حديث المهووس كان عبارة عن مناقشه صوتيه أسبوعية منذ 2004.
شعار البرنامج هو «ردم الهوة بين المهوسين وبقية البشرية».

## تاريخ
تأسس برنامج هوس التقنية الذي في الاصل كان يبث على KUSP بواسطة Chris Neklason من Cruzio و Steve Schaefer من Guenther Computer ومشغل اللوحة Ray Price من KUSP.  وهناك بعد وقت ليس بكثيرمن انضمام مارك هانفورد  من كروزيو إلى هذا البرنامج.
المضيف / المنتج حاليًا هو Lyle Troxell ، وهو من تولى الاشراف في سبتمبر 2000. 
في أبريل 2016، كانت اخر لحظات هذا البرنامج بسبب الازمه المالية التي يمر بها،  حيث توقفت KUSP عن بث هوس التقنية في بثها الأخير الذي كان في 5 مايو 2016. 

## روابط خارجية
- موقع هوس التقنية
- أي تيونز بودكاست